# Claude Grunitzky
Pour les articles homonymes, voir Grunitzky.
Claude Grunitzky, né le 28 février 1971 à Lomé, est un journaliste et entrepreneur franco-togolo-américain fondateur de la plateforme média TRUE Africa, du fonds d'investissement The Equity Alliance, de la revue TRACE, ainsi que le cofondateur de la chaîne TRACE TV.

## Biographie
Claude Grunitzky grandit à Lomé, au sein de la famille de l'ancien président du Togo, Nicolas Grunitzky, d'origine germano-polonaise. Il est le petit-neveu du président de la République togolaise Nicolas Grunitzky.
Il quitte le Togo à 8 ans, lorsque son père, Otto Grunitzky, est nommé ambassadeur à Washington. Claude intègre alors le Lycée français de Washington. Il arrive en France à 12 ans et poursuit ses études au Collège de Juilly.
À 20 ans, après une année passée à l'Institut d'études politiques de Paris, il part s'installer au Royaume-Uni où il étudie la finance au Birkbeck College de l'Université de Londres obtenant un Bachelor in Science (BSc) en finance.
Passionné de musique et de mode, il débute alors une carrière de journaliste comme correspondant pour le magazine français Actuel (1993), puis devient le rédacteur en chef adjoint de la revue Dazed & Confused (1994) tout en étant pigiste pour le quotidien britannique The Guardian (1994-1996).
En 1995, il fonde au sein des locaux du magazine londonien Dazed & Confused, la revue mensuelle TRUE, dont il assure la rédaction en chef. L'année suivante, la revue prend le nom de TRACE Magazine et s'installe en 1998 à New York, tout en conservant son édition britannique.
En 2002, Grunitzky fonde avec Richard Wayner à New York l'agence de communication TRUE, dont il assume la direction. TRUE est une agence, présente aussi à Londres et à Paris, spécialisée dans la production de contenus susceptibles d'avoir du « sens » dans différentes cultures.
En 2003, en partenariat avec deux associés, Richard Wayner et Olivier Laouchez, et le fond Urban Investment Group (Goldman Sachs), il devient actionnaire de la société Alliance TRACE Media. Celle-ci se porte acquéreur à Paris de la chaîne MCM Africa et à New York du magazine TRACE. MCM Africa est rebaptisée TRACE TV et est aujourd'hui diffusée dans plus de 150 pays avec 5 déclinaisons différentes.
En 2004, à la suite des pertes financières plus importantes que prévu, Alliance TRACE Media rétrocède sous licence le magazine TRACE à TRUE (et donc à Claude Grunitzky) qui exploite directement le magazine à l'international. En 2010, à la suite du rachat du Groupe TRACE par Olivier Louchez et des investisseurs européens, Claude Grunitzky et Richard Wayner se désengagent du capital de cette entreprise.
Grunitzky, qui a collaboré avec les réalisateurs Spike Lee et Larry Clark, les photographes Peter Beard et Albert Watson, les chanteurs Kanye West, Rihanna et Lily Allen, ainsi que les artistes Futura 2000 et Marilyn Minter, organise régulièrement des expositions et des festivals dans le monde entier.
En mars 2004, Grunitzky publie chez PowerHouse Books l’édition américaine de Transculturalism: How The World Is Coming Together. Cet ouvrage propose une série d'essais et d'analyses décrivant le sentiment d'appartenance à plusieurs cultures. En janvier 2007, Grunitzky publie le livre Ten Years of TRACE, coécrit avec Steven Psyllos.  
Titulaire d'un MBA de la MIT Sloan School of Management, Grunitzky a développé en 2012 un cours sur la créativité dans les médias au Massachusetts Institute of Technology (MIT) en sa qualité de Sloan Fellow. Il anime des ateliers sur l'entrepreneuriat social à la Kennedy School de l'Université d'Harvard. Administrateur des musées d'art contemporain MoMA PS1 à New York et MASS MoCA dans le Massachusetts, il a également été Président du Watermill Center, une résidence d'artistes dans le Long Island à New York fondée par le metteur en scène Robert Wilson. Grunitzky siège également au conseil d’administration de Humanity in Action, une association internationale visant à protéger les minorités et promouvoir les droits de l'homme. Grunitzky est membre de plusieurs clubs, dont Le Siècle, ainsi que « Young Leader 2009 » de la French-American Foundation. Récipiendaire de plusieurs distinctions, il a été finaliste du prix Ernst & Young de l'Entrepreneur de l'année en 2007. En 2012, une étude de cas lui est consacrée à la Harvard Business School.
En 2015, Grunitzky annonce la création de sa nouvelle structure, baptisée TRUE Africa, dédiée aux médias et à l'innovation numérique en Afrique.
En 2019 Grunitzky produit, avec le réalisateur brésilien Fernando Meirelles et les Nations unies le documentaire The Great Green Wall, sur La Grande Muraille Verte, le programme phare du continent africain pour combattre les changements climatiques et la désertification et lutter contre l'insécurité alimentaire et la pauvreté.
En 2021, Grunitzky lance, avec les entrepreneurs new yorkais Richard Parsons, Ronald Lauder, Kenneth Lerer, Ben Lerer, Eric Hippeau, Eric Zinterhofer, Scott Kapnick et Michael Novogratz, un fonds d'investissement pour soutenir les entreprises et fonds de capital risque créés par des femmes, Afro-Américains et Hispaniques aux États-Unis.

## Engagement politique
Au second tour de l'élection présidentielle de 2012, il apporte publiquement son soutien à François Hollande. En 2016, il adhère au mouvement En Marche. En 2021, il apporte son soutien à Eric Adams lors de l'élection du maire de la ville de New-York qui sera élu 2e maire noir de cette ville.

## Ouvrages
- Jam : Music + Style (avec Liz Farrelly), Londres, Booth-Clibborn, 1996
- Transculturalism : How The World Is Coming Together, New York, Power House Books, 2004
- 10 Years of Trace (avec Steven Psyllos), New York, Londres, Booth-Clibborn/Abrams, 2007
- Transculturalismes. Essais, récits et entretiens, Paris, Grasset, 2008

## Distinctions
- Officier de l'ordre national du Mérite du Togo (2016)[20]